# Poppo z Osterny
Poppo z Osterny (německy Poppo von Osterna) (narozen okolo roku 1200, ve vesnici Osternohe, poblíž Norimberk, na Franckém územním celku, zemřel 6. listopadu, pravděpodobně roku 1267) byl 9. velmistr Řádu německých rytířů.

## Život
Poppo byl synem hraběte z Wertheimu (německy Grafen von Wertheim). V roce 1227 vstoupil do řádu.
Patřil k prvním rytířům, kteří v roce 1230 překročili řeku Vislu a zahájili podmaňování a pokřesťanštění lidu na území Pruska. V letech 1241 a 1244–1246 byl zemským mistrem v Prusku. V roce 1241 se účastnil bitvy u Lehnice, proti mongolskému válečníkovi Orda Khanovi (1204–1251). V roce 1244 přivedl pomoc z Rakouska do Pruska při bojích proti Svatoplukovi II. Velikému (1190/1200–1266), vévodovi Pomořskému,
V roce 1252/1253 byl zvolen velmistrem řádu. Bylo zvyklostí, že velmistři přesídlili vždy do Palestiny. V roce 1254 se vrátil zpět do Pruska.
V roce 1256 odstoupil z funkce velmistra a v roce 1264 odešel do komendy v Řezně (německy die Komturei Regensburg), které sloužilo jako místo dožití pro vysloužilé rytíře řádu.

## Smrt
Poslední záznam byl z 9. června 1267 v listinách komendy. Jeho datum úmrtí však bylo datováno na 6. listopadu 1267. Pravděpodobně zemřel někde ve Slezsku. Je pochován v kostele sv. Jakuba ve Vratislavi.

## Galerie

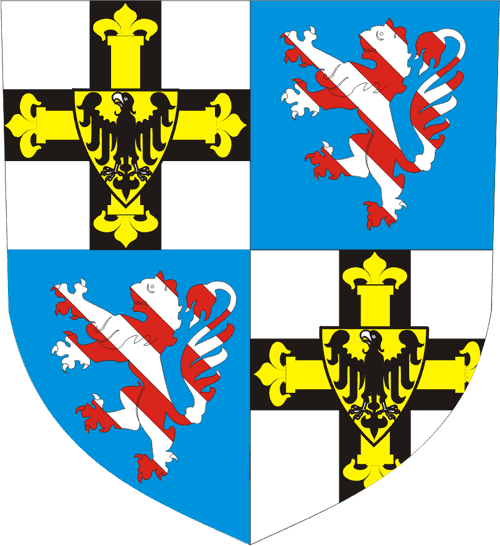
Erb